# Xã Rockford, Quận Wright, Minnesota
Xã Rockford (tiếng Anh: Rockford Township) là một xã thuộc quận Wright, tiểu bang Minnesota, Hoa Kỳ. Năm 2010, dân số của xã này là 3.194 người.